# Johann Vogel
Johann Vogel (nacido el 8 de marzo de 1977 en Ginebra) es un exfutbolista suizo que jugaba de centrocampista defensivo.

## Biografía
Debutó en el Grasshopper-Club Zürich de su país en 1992, destacando su rendimiento en el campeonato local y fuera de estas fronteras, lo que lo hizo pasar al PSV Eindhoven de Holanda en 1999, obteniendo tres ligas que lo tuvieron como protagonista. 
Su rendimiento lo llevó el 2005 a recalar en el AC Milan italiano, lo que ha significado el despegue de su carrera internacional.
En verano de 2006 da el salto a la Liga Española, firmando por el Real Betis Balompié como parte del traspaso del futbolista brasileño Ricardo Oliveira al conjunto lombardo.

### Selección nacional
Vogel, que hizo su debut con la selección nacional con 18 años frente a Grecia, es el pilar principal de Suiza, donde llegó a ser capitán con 22 años. Representó a su país en la Eurocopa 96, pero no se clasificó para la fase final de la Copa Mundial de Fútbol ni para la Eurocopa 2000. Jugó todos los encuentros de clasificación para la Eurocopa 2004 y en la fase final fue expulsado frente a Croacia en el primer encuentro.
Ha sido 94 veces internacional.

## Clubes
| Club                    | País       | Año       |
| ----------------------- | ---------- | --------- |
| Grasshopper-Club Zürich | Suiza      | 1992-1999 |
| PSV Eindhoven           | Holanda    | 1999-2005 |
| AC Milan                | Italia     | 2005-2006 |
| Real Betis Balompié     | España     | 2006-2007 |
| Cádiz Club De Futbol    | España     | 2007-2008 |
| Blackburn Rovers        | Inglaterra | 2008-2009 |
| Grasshopper-Club Zürich | Suiza      | 2012      |

## Palmarés
- 1994 Ganador de la Copa de Suiza (Grasshopper-Club Zürich)
- 1995 Campeón de Suiza (Grasshopper-Club Zürich)
- 1996 Campeón de Suiza (Grasshopper-Club Zürich)
- 1998 Campeón de Suiza (Grasshopper-Club Zürich)
- 2000 Ganador de la Supercopa de los Países Bajos (PSV)
- 2000 Campeón de los Países Bajos (PSV)
- 2001 Campeón de los Países Bajos (PSV)
- 2001 Finalista de la Copa de los Países Bajos (PSV)
- 2001 Ganador de la Supercopa de los Países Bajos (PSV)
- 2003 Ganador de la Supercopa de los Países Bajos (PSV)
- 2003 Campeón de los Países Bajos (PSV)
- 2005 Campeón de los Países Bajos (PSV)
- 2005 Ganador de la Copa de los Países Bajos (PSV)